# Encentrum striatum
Encentrum striatum är en hjuldjursart som beskrevs av Althaus 1957. Encentrum striatum ingår i släktet Encentrum och familjen Dicranophoridae. Inga underarter finns listade i Catalogue of Life.